# سیارک ۸۱۵۴
سیارک ۸۱۵۴ (به انگلیسی: 8154 Stahl، نامگذاری:1988CQ7) هشت هزار و صد و پنجاه و چهارمین سیارک کشف شده‌است که در ۱۵ فوریه ۱۹۸۸ کشف شد.
قدر مطلق سیارک برابر ۱۴٫۵۰ است.